# Buzz Aldrin

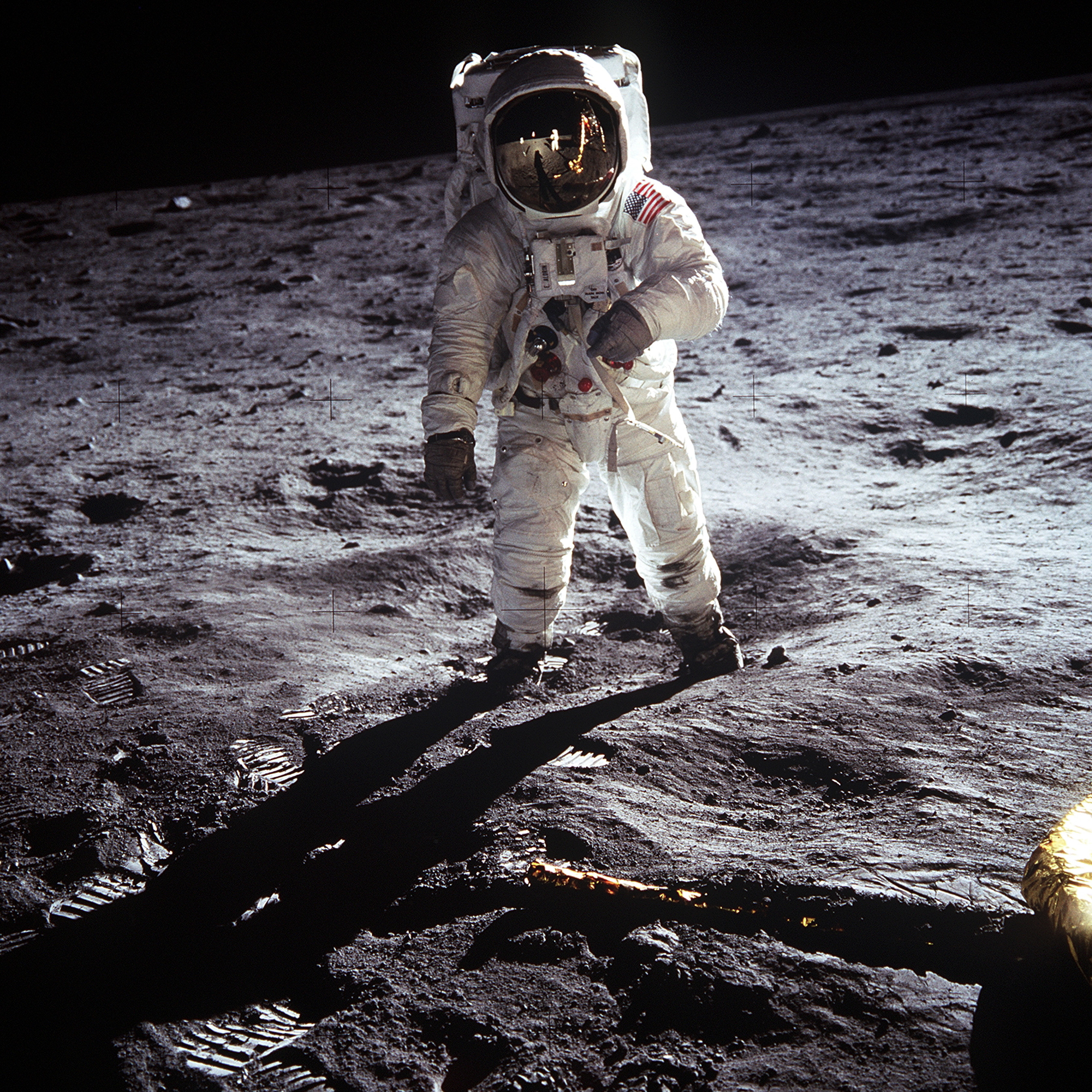
Buzz Aldrin på månen, fotograferad av Neil Armstrong.

Edwin "Buzz" Aldrin, egentligen Edwin Eugene Aldrin, Jr., född 20 januari 1930 i Montclair i New Jersey, är en amerikansk fysiker och astronaut. Han var en av rymdfararna i Apollo 11-uppdraget tillsammans med Neil Armstrong och Michael Collins, och den andra människan att sätta sin fot på månens yta.
Aldrin flög 66 stridsuppdrag i Koreakriget, och skrev därefter in sig på Massachusetts Institute of Technology där han tog en doktorsexamen i rymdfysik. Han utvaldes till astronaut i Astronautgrupp 3 i oktober 1963, och hans arbete med tekniken för rendezvous och dockning av två farkoster i omloppsbana kom till stor nytta under Gemini-programmet. Själv deltog han i uppdraget Gemini 12, där han satte rekord i längsta rymdpromenad.
Efter att ha lämnat rymdprogrammet har Aldrin fortsatt att propagera för utforskandet av rymden. Bland annat har han producerat strategispelet "Race into Space", och skrev tillsammans med science fiction-författaren John Barnes romanerna Encounter with Tiber och The Return. Självbiografin Return to Earth och dokumentären Men from Earth beskriver hans egna upplevelser under rymdprogrammet och därefter.
År 2001 utsåg USA:s president George W. Bush Aldrin att delta i Presidential Commission on the Future of the United States Aerospace Industry.
Aldrins farfar Karl Johan Aldrin emigrerade 1892 med sin familj från Värmland till Amerika. Efternamnet Aldrin är från början ett svenskt släktnamn som antogs av Buzz Aldrins farfars farfars farfar Göran Andersson Aldrin (1709-1772) som var hammarsmed hos bruksägarfamiljen Geijer på Uddeholm i Värmland.
Samma dag som han fyllde 93 år 20 januari 2023 gifte Aldrin sig med den 63-åriga kemiingenjören Anca Faur.

## Eftermäle
Nedslagskratern Aldrin på månen har fått sitt namn efter honom. Även asteroiden 6470 Aldrin är uppkallad efter honom.

## Kuriosa
Aldrin röstskådespelade rollen Stargazer i spelet Mass Effect 3.